# Тумайкин, Валерий Владимирович
Вале́рий Влади́мирович Тума́йкин (6 января 1968, Куйбышев, СССР — 13 сентября 1994, Самара, Россия) — советский и российский футболист.

## Биография
Начал заниматься футболом в Куйбышеве, в юношеской команде «Маяк» у тренера Николая Ермакова. 25 апреля 1986 года удачно дебютировал во второй лиге чемпионата СССР, забив гол в домашнем матче против нижнетагильского «Уральца». Всего в дебютном сезоне сыграл за куйбышевские «Крылья Советов» 15 матчей. В 1987—1988 проходил службу, играл за ЦСКА-2. С 1989 вновь выступал в «Крыльях Советов». С 1992 по 1994 сыграл за самарский клуб в высшей лиге России 59 матчей.
По версии следствия, 13 сентября 1994 года Тумайкин выбросился из окна многоэтажного дома из-за того, что задолжал крупную сумму, которую не смог отдать в срок.
Похоронен в Самаре на Безымянском кладбище.
13 сентября 1995 года, в годовщину смерти Тумайкина, на самарском стадионе «Металлург» прошёл футбольный матч его памяти, в котором приняли участие бывшие и действующие игроки «Крыльев Советов».

## Клубная статистика
| Выступление      | Выступление      | Выступление      | Лига | Лига | Кубок | Кубок | Прочие | Прочие | Итого | Итого |
| Клуб             | Лига             | Сезон            | Игры | Голы | Игры  | Голы  | Игры   | Голы   | Игры  | Голы  |
| ---------------- | ---------------- | ---------------- | ---- | ---- | ----- | ----- | ------ | ------ | ----- | ----- |
| ЦСКА-2           | D3               | 1987             | 9    | -    | —     | —     | —      | —      | 9     | 0     |
| ЦСКА-2           | D3               | 1988             | 36   | -    | —     | —     | —      | —      | 36    | 0     |
| ЦСКА-2           | Итого            | Итого            | 45   | -    | —     | —     | —      | —      | 45    | 0     |
| Крылья Советов   | D3               | 1986             | 15   | 1    | —     | —     | —      | —      | 15    | 1     |
| Крылья Советов   | D3               | 1989             | 43   | -    | 6     | -     | —      | —      | 49    | 0     |
| Крылья Советов   | D3               | 1990             | 42   | 2    | —     | —     | —      | —      | 42    | 2     |
| Крылья Советов   | D3               | 1986             | 42   | 2    | —     | —     | —      | —      | 42    | 2     |
| Крылья Советов   | D1               | 1992             | 29   | -    | 3     | -     | —      | —      | 32    | 0     |
| Крылья Советов   | D1               | 1993             | 20   | -    | 1     | -     | 4      | -      | 25    | 0     |
| Крылья Советов   | D1               | 1994             | 10   | -    | —     | —     | —      | —      | 10    | 0     |
| Крылья Советов   | Итого            | Итого            | 201  | 5    | 10    | -     | 4      | -      | 215   | 5     |
| Всего за карьеру | Всего за карьеру | Всего за карьеру | 246  | 5    | 10    | -     | 4      | -      | 260   | 5     |